# Segalstad bru
Segalstad bru is een plaats in de Noorse gemeente Gausdal, provincie Innlandet. Segalstad bru telt 862 inwoners (2007) en heeft een oppervlakte van 1,17 km². Het is de hoofdplaats van de gemeente.